# 15849 Billharper
15849 Billharper è un asteroide della fascia principale. Scoperto nel 1995, presenta un'orbita caratterizzata da un semiasse maggiore pari a 2,9505138 UA e da un'eccentricità di 0,0732821, inclinata di 2,37563° rispetto all'eclittica.